# Nepenthes vogelii
Nepenthes vogelii este o specie de plante carnivore din genul Nepenthes, familia Nepenthaceae, ordinul Caryophyllales, descrisă de André Schuiteman și De Vogel. Conform Catalogue of Life specia Nepenthes vogelii nu are subspecii cunoscute.

## Galerie de imagini

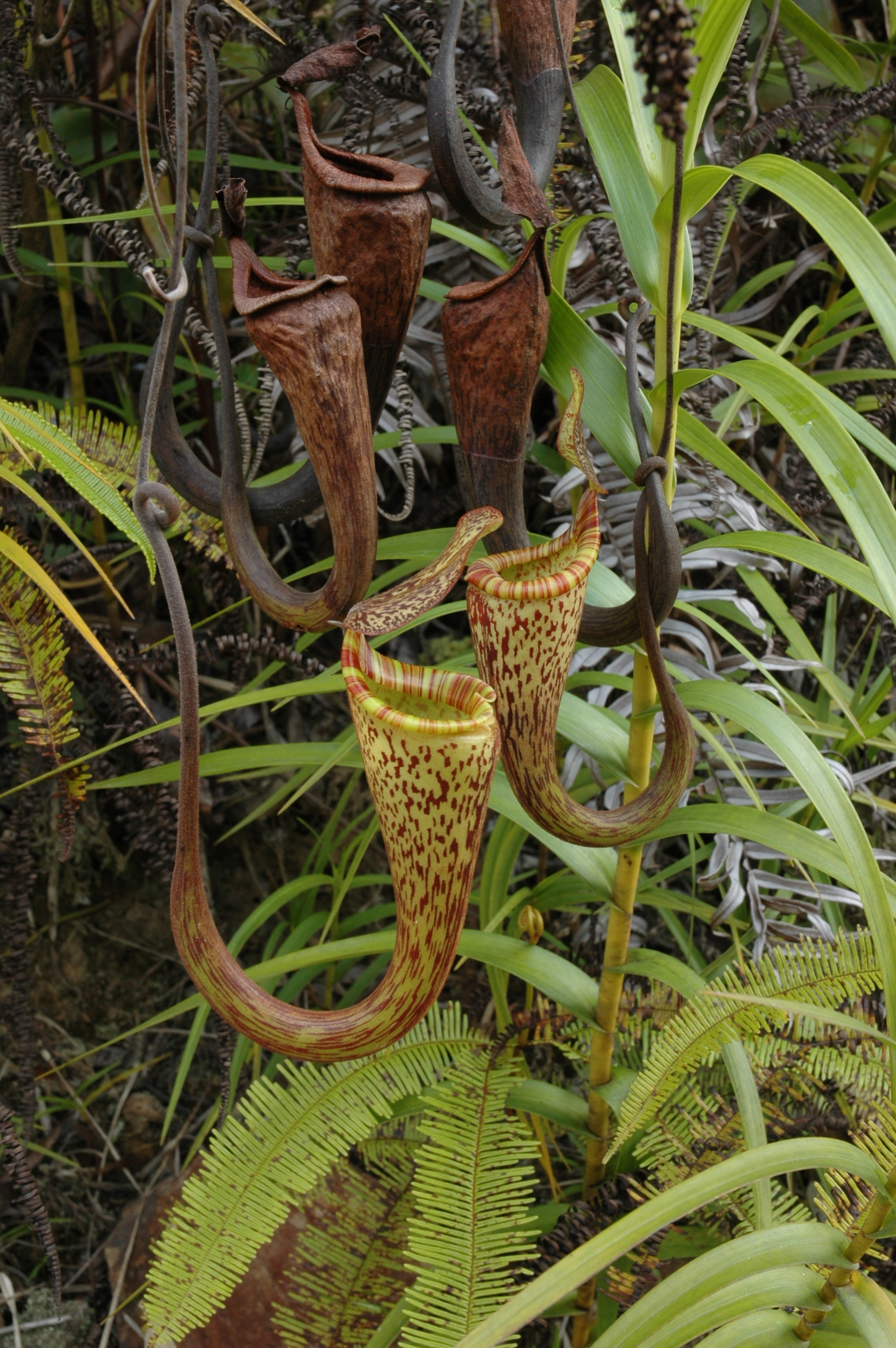
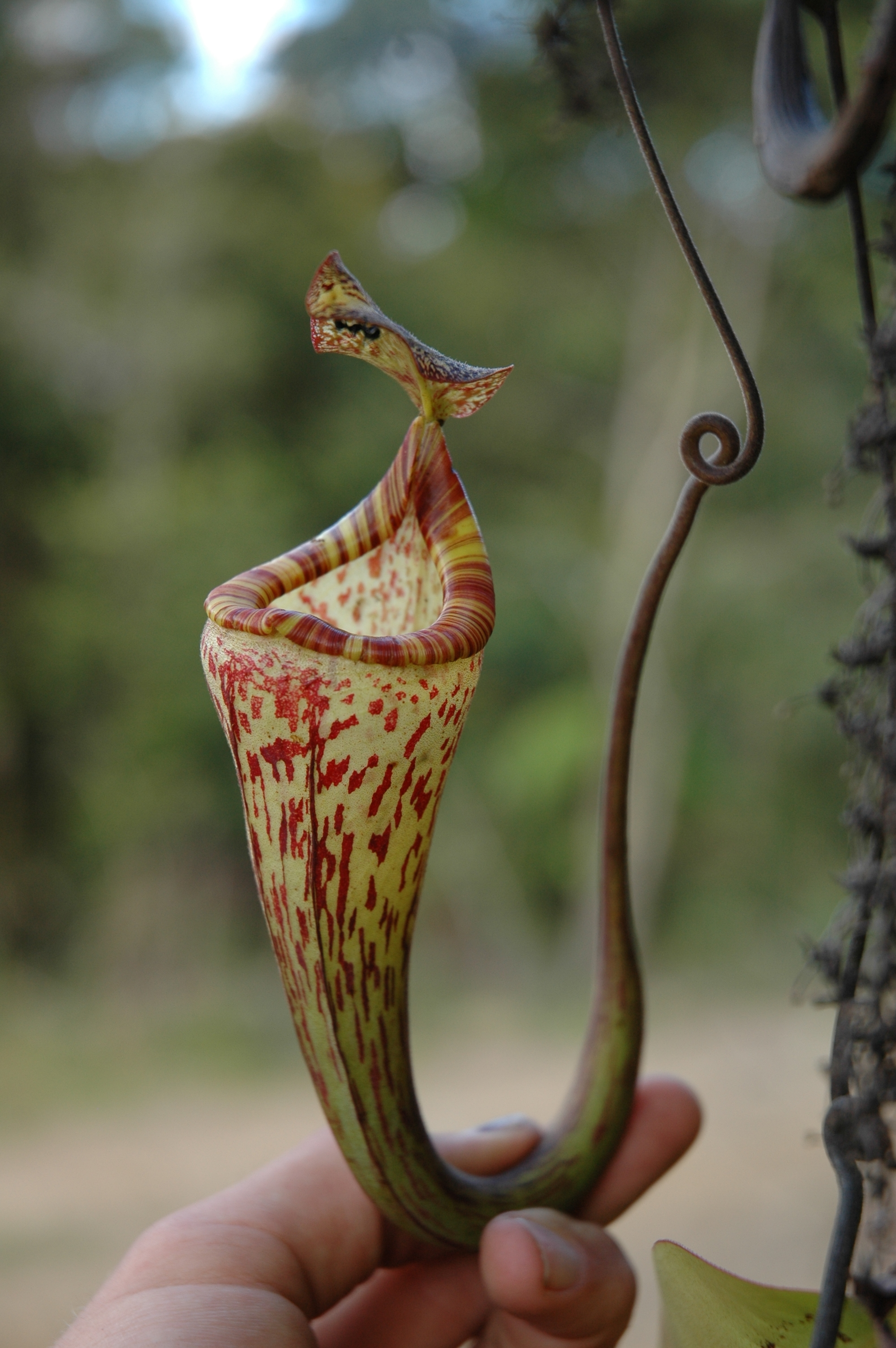
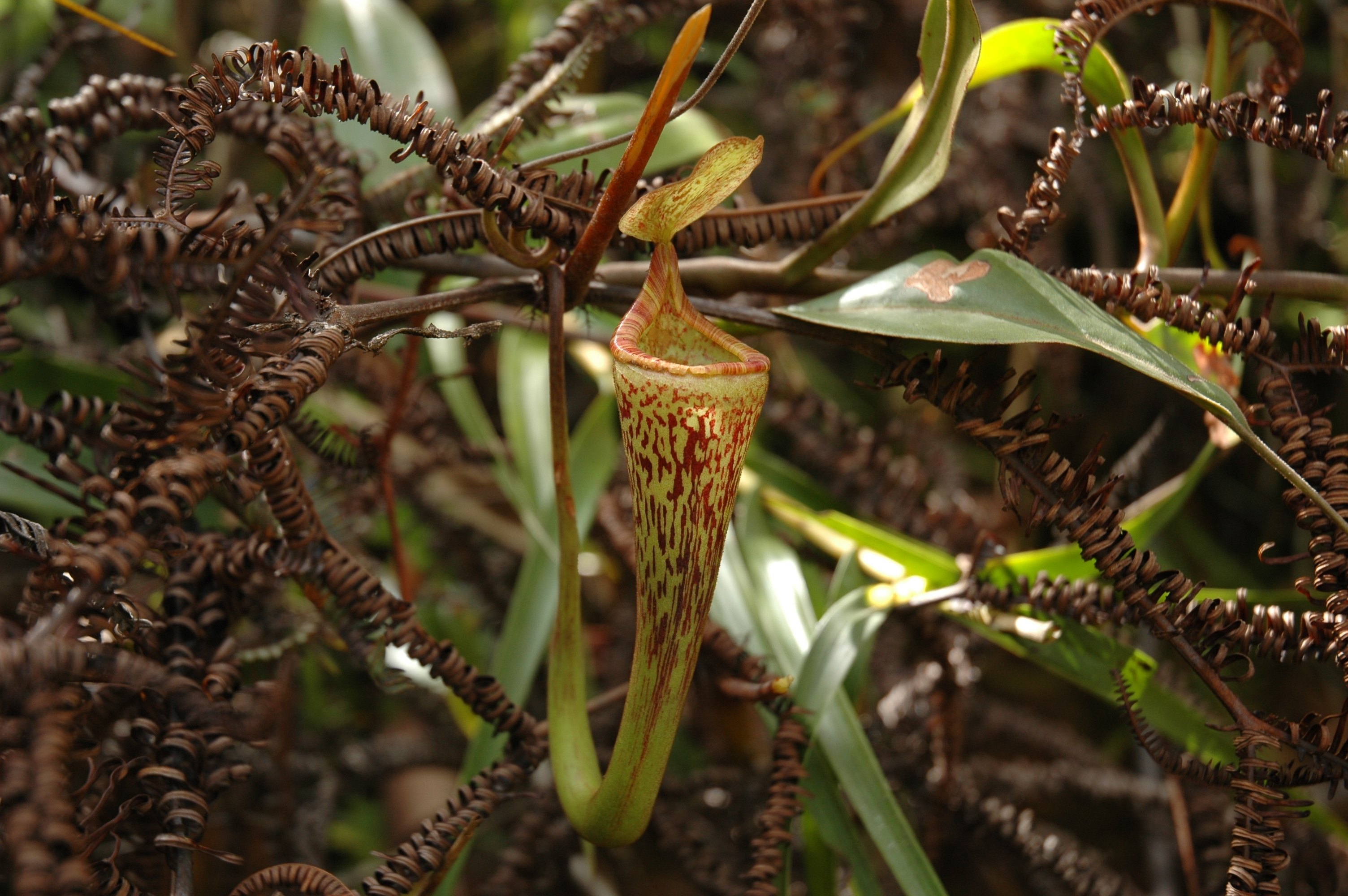
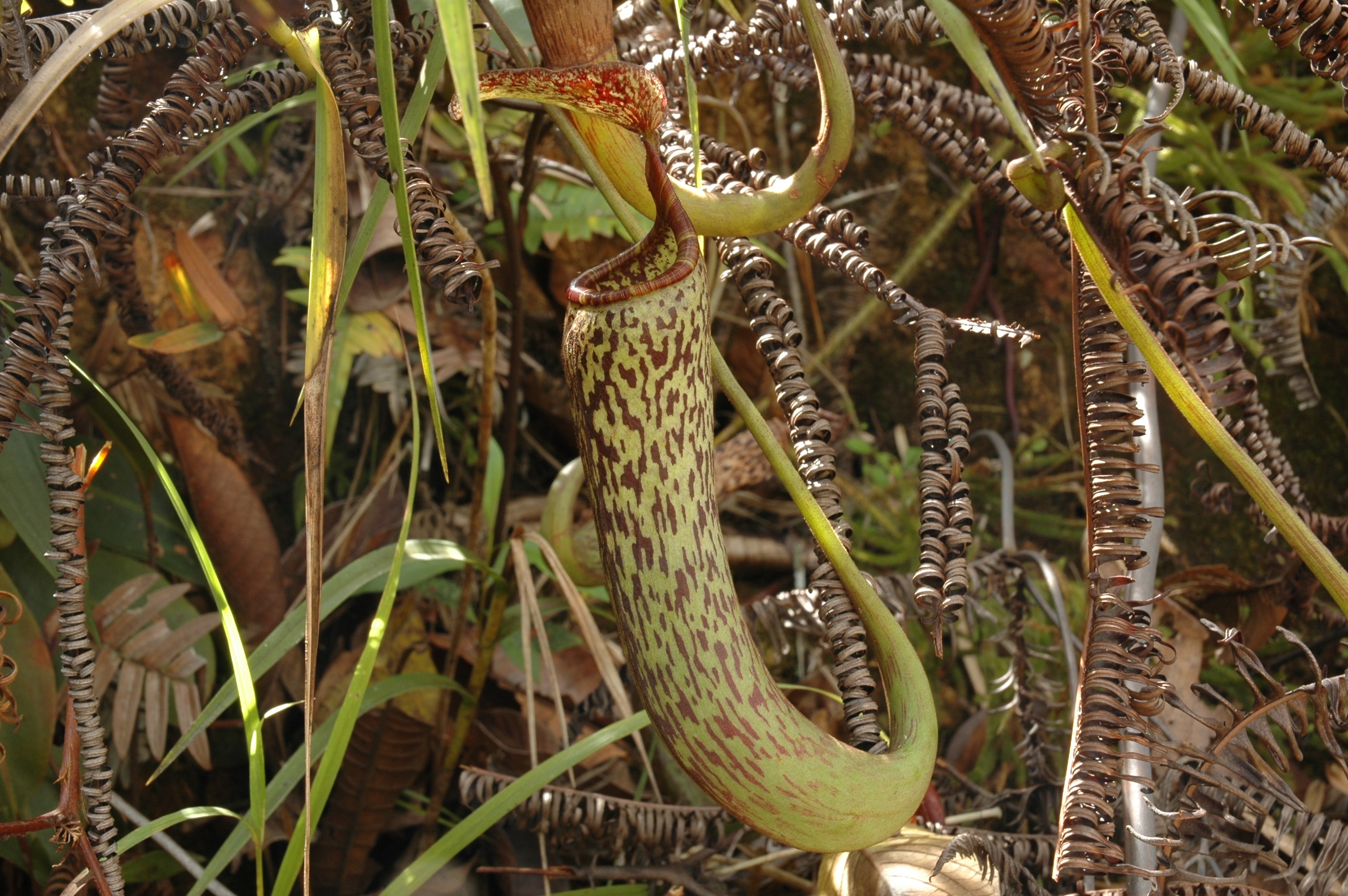
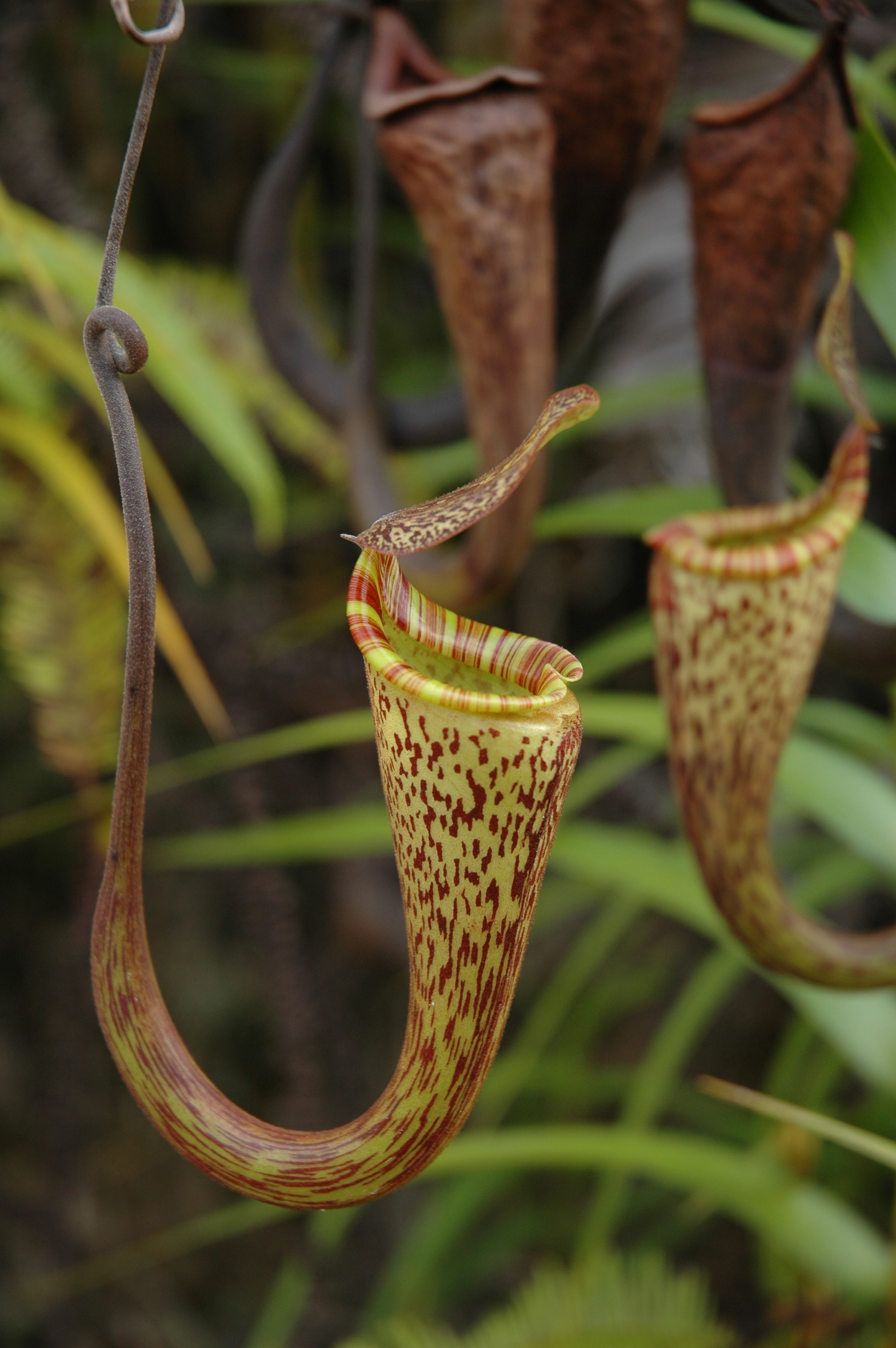
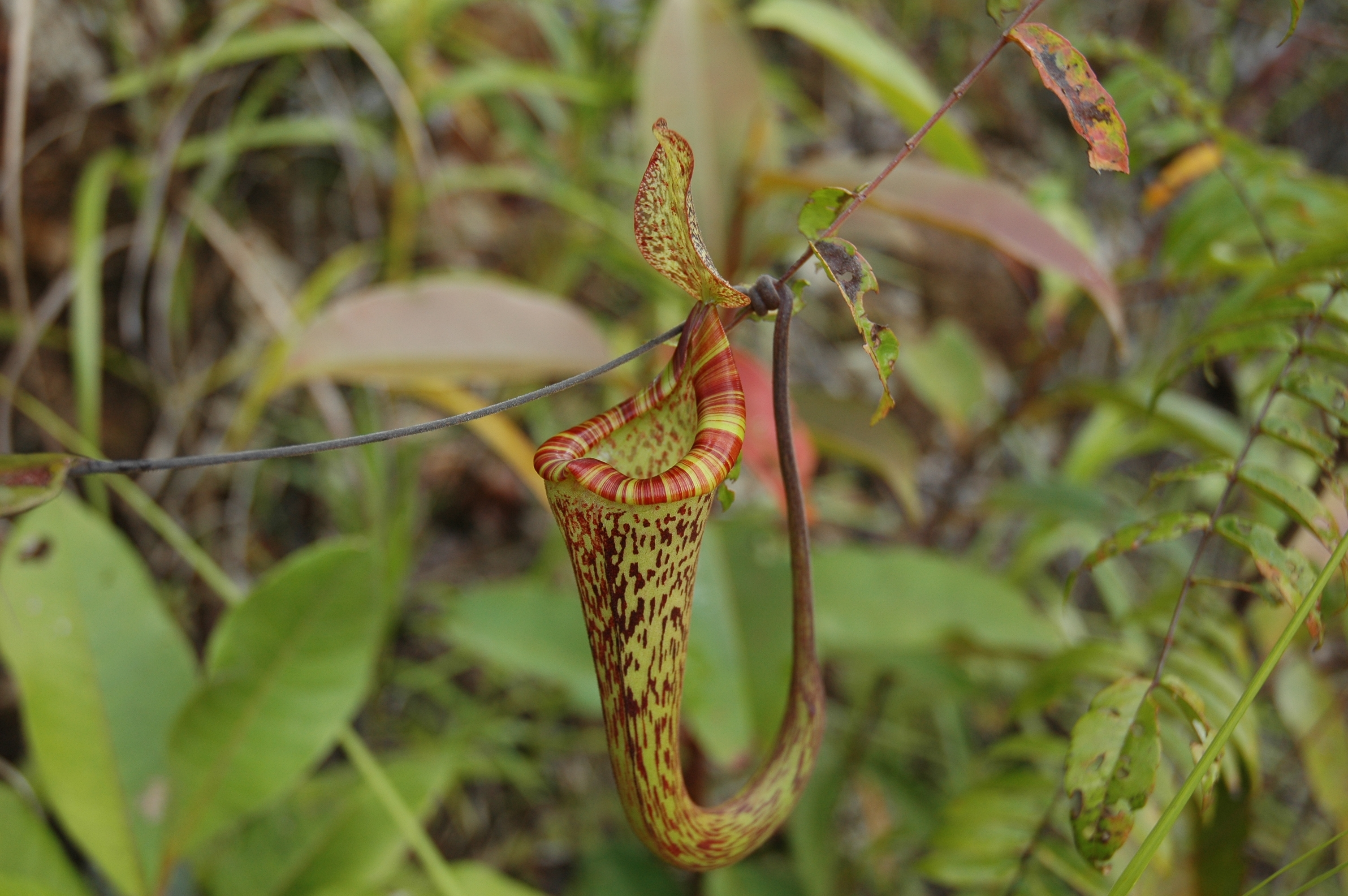